# Israel nos Jogos Paralímpicos de Verão de 2012
Israel foi um dos participantes dos Jogos Paralímpicos de Verão de 2012, na cidade de Londres, no Reino Unido.

## Desempenho

### Natação
Masculino
| Atletas            | Evento                | Preliminares | Preliminares | Final       | Final       |
| Atletas            | Evento                | Marca        | Posição      | Marca       | Posição     |
| ------------------ | --------------------- | ------------ | ------------ | ----------- | ----------- |
| Iad Josef Shalabi  | 50 metros livre - S2  | 1min07s52 Q  | 4º           | 1min07s07   | 5º          |
| Itzhak Mamistvalov | 50 metros livre - S2  | 1min08s73 Q  | 7º           | 1min07s94   | 6º          |
| Itzhak Mamistvalov | 100 metros livre - S2 | 2min26s55 Q  | 5º           | 2min25s60   | 6º          |
| Iad Josef Shalabi  | 100 metros livre - S2 | 2min25s55 Q  | 4º           | 2min24s73   | 5º          |
| Yoav Valinsky      | 100 metros livre - S6 | 1min14s65    | 14º          | Não avançou | Não avançou |